# Gran Loggia della Pennsylvania
La Gran Loggia della Pennsylvania è la principale organizzazione massonica dello stato federato della Pennsylvania.
Essa è una delle più antiche grandi logge negli USA nonché parte della giurisdizione massonica; è stata fondata il 26 settembre 1786 dai delegati di tredici logge. Queste possedevano le autorizzazioni concesse dalla Grande Loggia Provinciale della Pennsylvania, facente parte della Grande Loggia degli Antichi dell'Inghilterra.

## Storia

### Ascesa e caduta dei Moderni
Due Grandi Logge inglesi eressero logge in Pennsylvania durante il diciottesimo secolo, la Premier Grand Lodge of England (nota come "I Moderni"), fondata a Londra nel 1717, e la Grande Loggia Inglese Degli Antichi, fondata a Londra nel 1751.
La prima di queste (La Grande Loggia dei Moderni), fu la prima a fondare Logge e Grandi Logge Provinciali nelle colonie americane.
Ma in Pennsylvania, dal 1785, i Moderni e le loro Logge cessarono di esistere.
Al giorno d'oggi, la Grande Loggia della Pennsylvania discende dalla Grande Loggia Inglese Degli Antichi.

#### La Loggia della Taverna del Tino
Fra le prime registrazioni di tutte le Logge Massoniche del continente nord americano ci sono quelle della Loggia della Taverna del Tino (Tun Tavern) a Filadelfia, ufficialmente nota come la Loggia n. 1 di San Giovanni (St. John's No. 1 Lodge).
La Taverna del Tino era la prima birreria della città, essendo stata costruita nel 1685, ed era situata sulla riva del fiume Delaware all'angolo tra Water Street e Tun Alley.
Le registrazioni tuttora esistenti della Loggia iniziano il 24 giugno 1731, ma la Loggia può essere stata più vecchia di tale data. È stato infatti riportato da Benjamin Franklin, nella sua Gazzetta dell'8 dicembre 1730, che c'erano "erette in questa provincia parecchie Logge dei Liberi Massoni....".
La Taverna del Tino, essendo un popolare luogo di riunione, fu senza dubbio la prima locazione di una Loggia a Filadelfia.
Altre organizzazioni furono formate lì, incluse la Società di San Giorgio (St. George's Society) nel 1720, e la Società di Sant'Andrea (St. Andrew's Society) nel 1747.
Perfino il Corpo dei Marines degli Stati Uniti (United States Marine Corps) fu fondato lì il 10 novembre 1775 da Samuel Nicholas, nipote di un membro della Taverna del Tino.
La Loggia della Taverna del Tino, che non ha mai avuto l'autorizzazione né è stata mai fornita di un atto costitutivo essendo una "immemorabile Loggia Privilegiata", scomparve intorno al 1738 a causa di un movimento anti massonico che attraversò la colonia in quel periodo.

#### Il Gran Maestro Provinciale dei Moderni
Il primo atto ufficiale della Grande Loggia dei Moderni inerente alle colonie americane, fu la creazione di un "Gran Maestro Provinciale" per New York, New Jersey, e la Pennsylvania, nominandone uno (Daniel Coxe, Esq.) per quel compito. 
Questa deputazione, emanata il 5 giugno 1730, fu fatta dal Gran Maestro, il Duke of Norfolk, e doveva restare in carica per due anni, dal 24 giugno 1731 al 24 giugno 1733. In quel momento, secondo ciò che era stato stabilito, i membri avrebbero avuto il potere di eleggere un Gran Maestro Provinciale.
Coxe, che non era ancora partito per le colonie, presenziava la Gran Loggia di Londra il 29 gennaio 1731 dove egli era stato nominato Gran Maestro Provinciale del Nord America.
Come c'era da aspettarsi, Coxe non arrivò nelle colonie da Londra fino all'estate del 1731, e si stabilì a Burlington, circa 20 miglia da Filadelfia, dove ricevette la carica di Giudice per le colonie.

#### Daniel Coxe
Comunque, non sembra che Daniel Coxe abbia mai organizzato una Gran Loggia Provinciale, né che abbia mai eretto alcuna loggia, né che abbia mai esercitato la propria autorità in qualsiasi modo come Gran Maestro Provinciale fino alla sua morte avvenuta il 25 aprile 1739.
La sua morte è infatti riportata nella Pennsylvania Gazette da Benjamin Franklin, che era un membro della Loggia del Tino di Filadelfia, e non vi è alcuna menzione al fatto che Coxe fosse un Libero Massone (Freemason). Ciò indica che sia Franklin che gli altri membri massoni di Filadelfia ignoravano la sua affiliazione.

#### Il Gran Maestro Provinciale di Boston
Il 30 aprile 1733, Henry Price di Boston fu nominato Gran Maestro Provinciale "del New England" dal Viscount Montagu, Gran Maestro della Gran Loggia dei Moderni di Londra. Chiaramente, questo incarico non avrebbe incluso la Pennsylvania, a parte le ripetute rivendicazioni di Price, contestate, che il Gran Maestro aveva "ordinato a lui di estendere la Libera Massoneria a tutto il Nord America." Price tenne il suo incarico fino al dicembre 1736, quando gli succedette Robert Tomlinson, anche lui di Boston, che mantenne l'incarico fino alla sua morte nel 1740. Tomlinson fu sostituito da Thomas Oxnard, che fu nominato rappresentante Gran Maestro Provinciale "per il Nord America" il 23 settembre 1743. Mantenne l'incarico fino alla sua morte nel 1754.
È sempre stato messo in dubbio se l'incarico di Price gli abbia realmente dato la giurisdizione sulla Massoneria della Pennsylvania, ma la questione rimane opinabile per il breve periodo di incarico a Oxnard su tutto il Nord America.
Gli storici che discutono a favore della supremazia di Boston su Filadelfia,  sottolineano anche l'incarico di Benjamin Franklin come Gran Maestro Provinciale per la Pennsylvania il 10 luglio 1749. Comunque, i Gran Maestri Provinciali non hanno alcuna autorità di nominare altri Gran Maestri Provinciali e pertanto l'incarico dato a Franklin's fu nullo. Ciò fu riconosciuto dallo stesso Franklin l'anno seguente quando il Gran Maestro nominò William Allen Gran Maestro Provinciale per la Pennsylvania.

#### La Gran Loggia Provinciale della Pennsylvania
Il 13 marzo 1750, William Byron, V barone Byron, Gran Maestro della Gran Loggia dei Moderni di Londra, nominò William Allen Gran Maestro Provinciale della Pennsylvania, ed eresse la prima Gran Loggia Provinciale della Pennsylvania. Nel 1755 la nuova loggia è stata formata ed eretto l'edificio massonico.

#### La scomparsa dei Moderni in Pennsylvania
La Gran Loggia dei Liberi Massoni della Gran Loggia dei Moderni e le sue logge figlie in Pennsylvania furono eclissate durante l'ultima metà del XVIII secolo dall'ascesa della Gran Loggia degli Antichi e dalle sue logge. La guerra di rivoluzione americana inferse un duro colpo alla Libera Massoneria della Pennsylvania, e specialmente alle logge dei Moderni. Al termine della rivoluzione, quasi tutte le logge in Pennsylvania avevano le caratteristiche degli Antichi. È impossibile determinare con precisione quando la Gran Loggia Provinciale dei Moderni finalmente scomparve, ma cessò entro il 1785. L'edificio massonico, costruito dai Moderni nel 1755 fu venduto, ed il ricavato devoluto in opere di carità divenendo il "Freemason's Fuel Fund."

### L'innalzamento degli Antichi
La Gran Loggia Provinciale degli Antichi della Pennsylvania:  Il 15 luglio 1761, la Gran Loggia degli Antichi d'Inghilterra aveva emesso un mandato per una Gran Loggia Provinciale della Pennsylvania, che comparve come la Loggia n. 89 sul suo ordine di servizio. Tre anni prima, la Gran Loggia degli Antichi aveva emesso un mandato come Loggia n. 69 a una loggia di Filadelfia (più tardi Loggia n. 2 della Gran Loggia di Pennsylvania), e questo era stato il primo mandato emanato ad una loggia nel Nord America da quella Grande Loggia.

### La Gran Loggia viene formata
Nel 1785, la Libera Massoneria della Pennsylvania era interamente formata da Antichi, poiché i Moderni si erano estinti in quello stato. Il 25 settembre 1786, la Gran Loggia Provinciale degli Antichi della Pennsylvania dichiarò se stessa indipendente dalla Gran Loggia madre e si chiuse permanentemente. Il giorno seguente, 26 settembre, i rappresentanti di 13 logge degli Antichi si incontrarono fra loro e formarono l'attuale Gran Loggia, stabilita a Filadelfia. Come risultato, la Gran Loggia della Pennsylvania è interamente di tradizione degli Antichi, e non è un amalgama, o una unione delle due tradizioni. L'unica sua Gran Loggia "antenata"  è quella della Gran Loggia degli Antichi d'Inghilterra, fondata nel 1751, e non discende dalla Gran Loggia dei Moderni del 1717. Fin dal suo inizio, la Gran Loggia della Pennsylvania ha spostato la sua sede attraverso vari edifici negli ultimi due secoli, e in una occasione le loro riunioni si sono tenute nella Independence Hall.

## Oggi

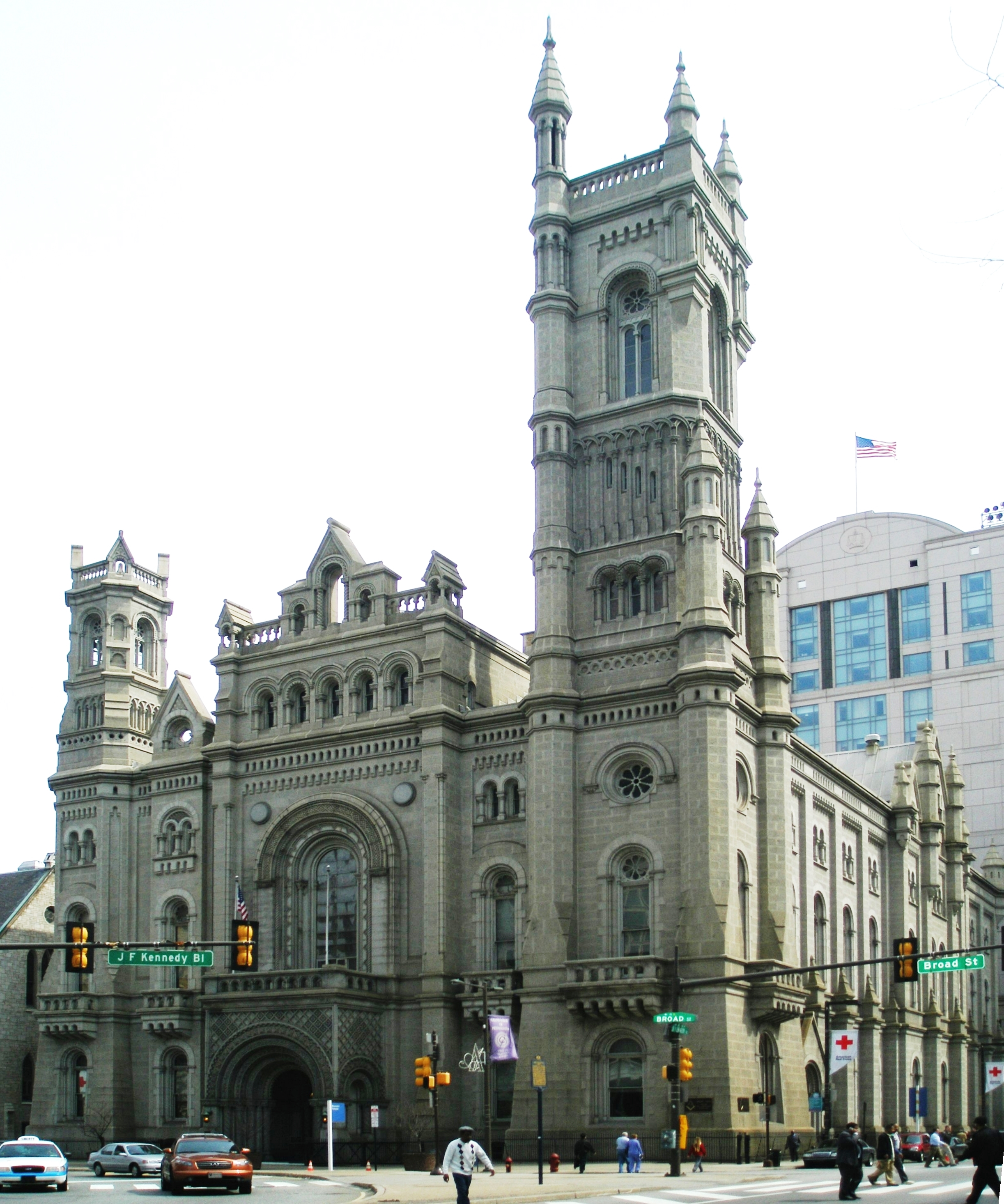
La Grande Loggia di Filadelfia lato ovest su Broad Street

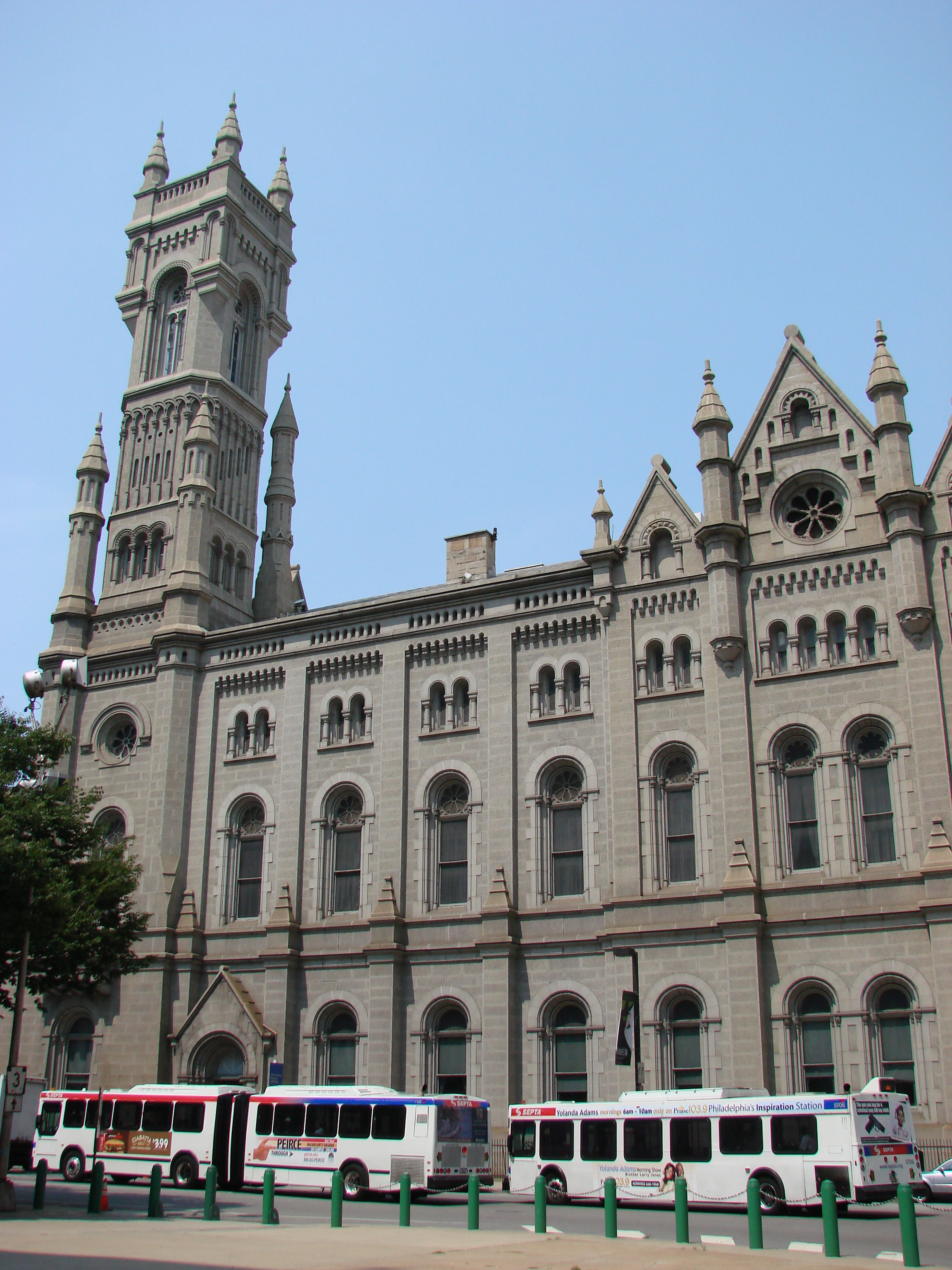
La Grande Loggia di Filadelfia lato sud su Filbert street

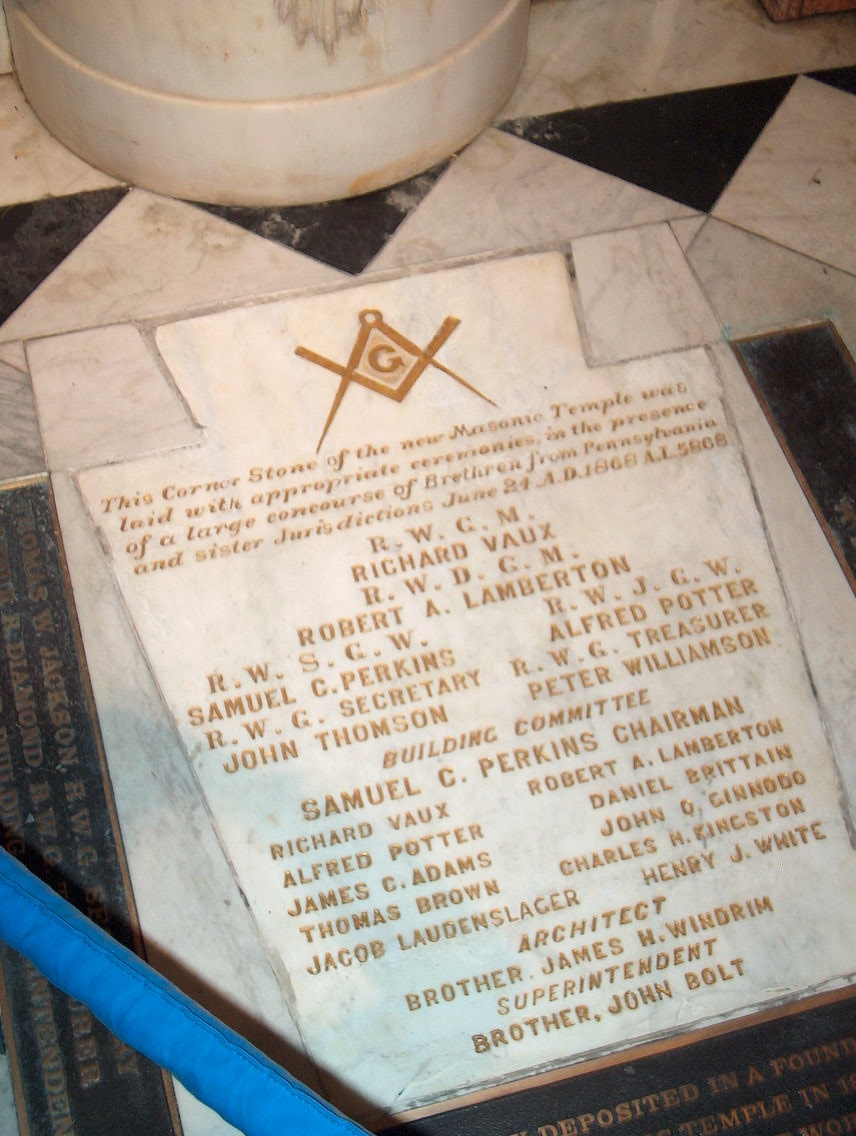
La pietra angolare

Il Tempio della Gran Loggia della Pennsylvania è il centro della Libera Massoneria della Pennsylvania. Esso accoglie migliaia di visitatori ogni anno che visitano la struttura, incluse le sette meravigliose stanze della loggia, dove anche nel presente si riuniscono logge di Filadelfia con la Gran Loggia. La massiccia pietra angolare di granito, pesante dieci tonnellate, era stata livellata il giorno di San Giovanni Battista, 24 giugno 1868. Il martelletto cerimoniale usato quel giorno dal Gran Maestro Richard Vaux era stato lo stesso martelletto usato dal Presidente George Washington nella posa della pietra angolare del Capitol a Washington nel 1793. Il Tempio della Gran Loggia venne completato nel 1873. L'imponente ed elaborata architettura normanna che si affaccia sulle strade Broad e Filbert, e specialmente il meraviglioso portico normanno di granito Quincy, la rendono una delle grandi attrazioni architettoniche della città di Filadelfia. Per le pietre esterne dell'edificio su Broad e Filbert è stata usata la sienite, un tipo di granito senza quarzo proveniente dall'Alto Egitto.
Il Tempio della Gran Loggia è situato al n. 1 di Broad Street lato nord, direttamente di fronte alla City Hall e solo a due isolati dal Reading Terminal Market.
L'attuale Gran Maestro è Stephen Gardner.
Ecco qui sotto alcune foto delle elaboratissime sale interne. Nei decori e negli arredi sono numerosi simboli e riferimenti ai rituali massonici.

### Galleria d'immagini

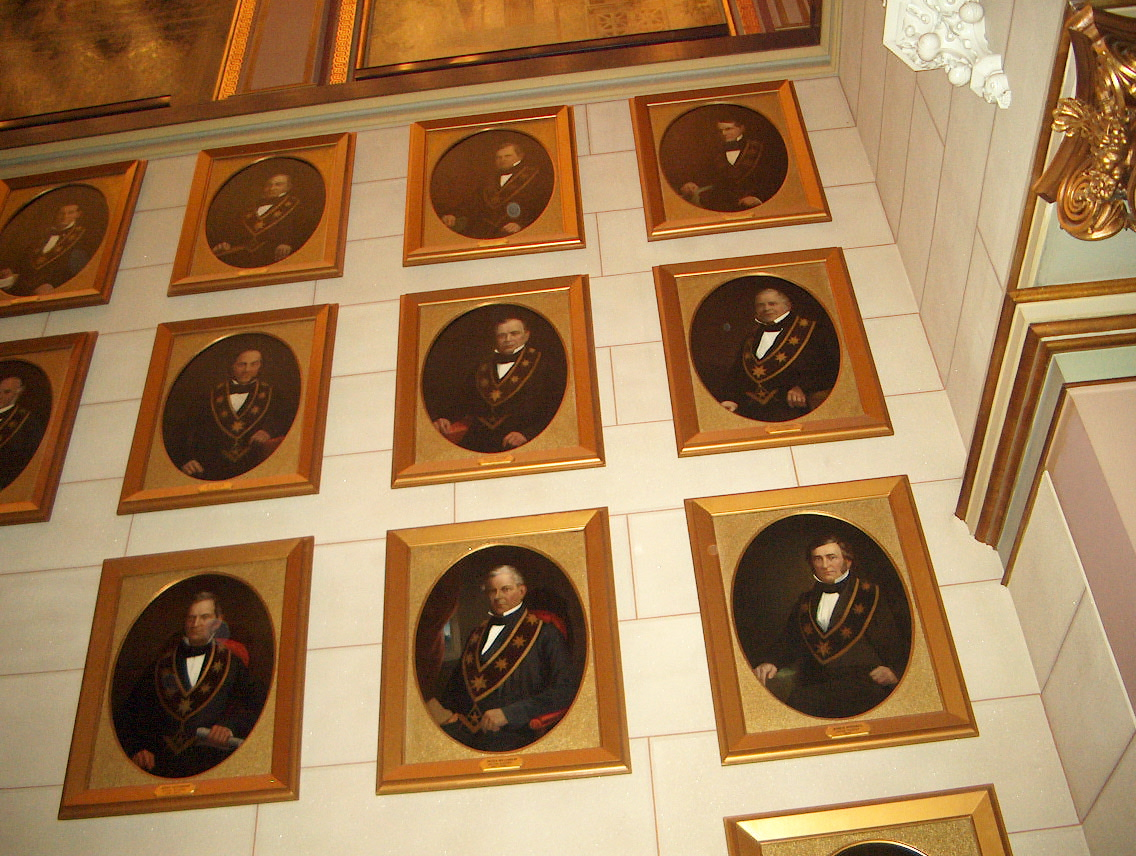
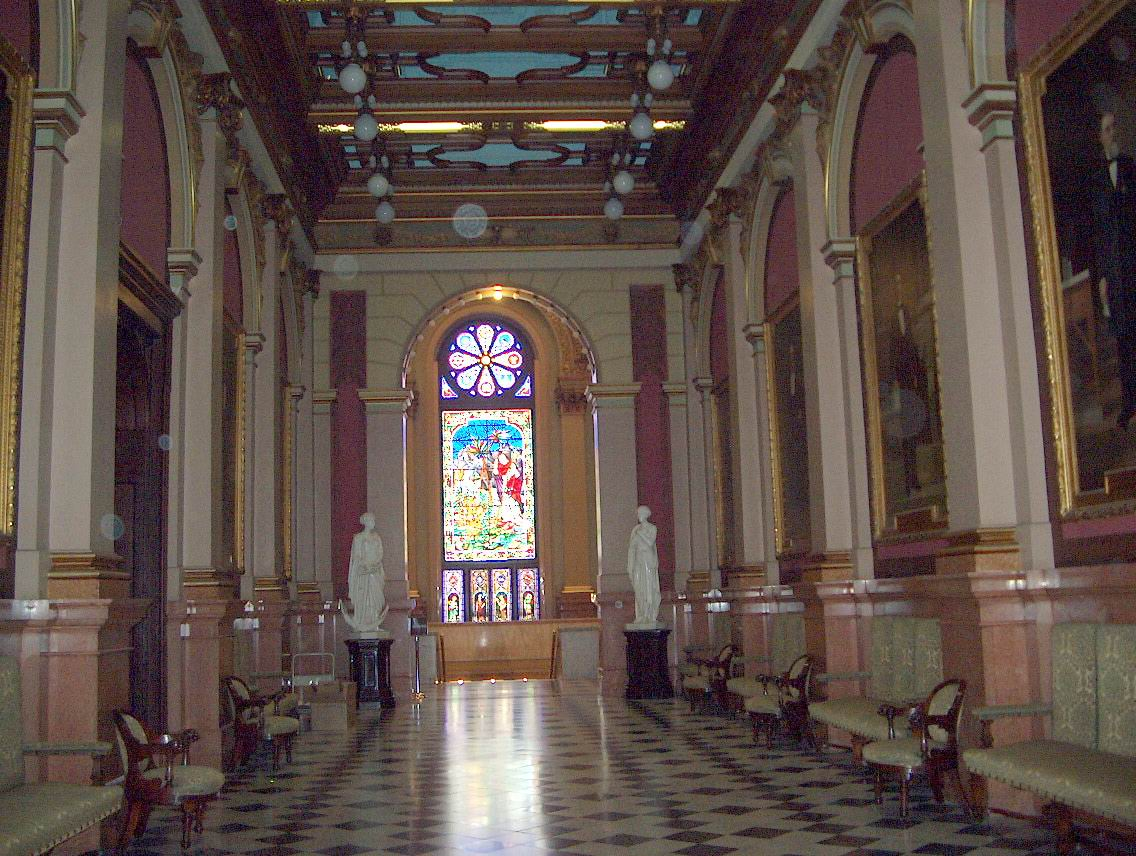
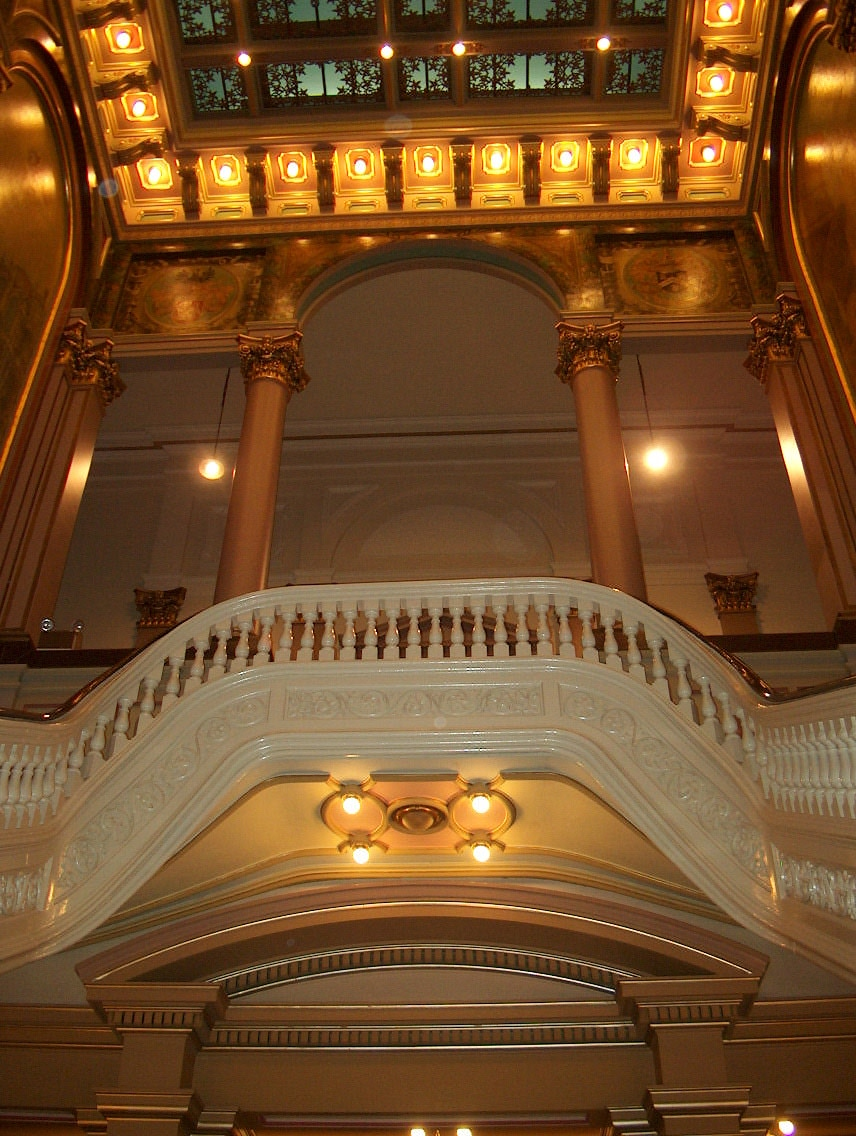
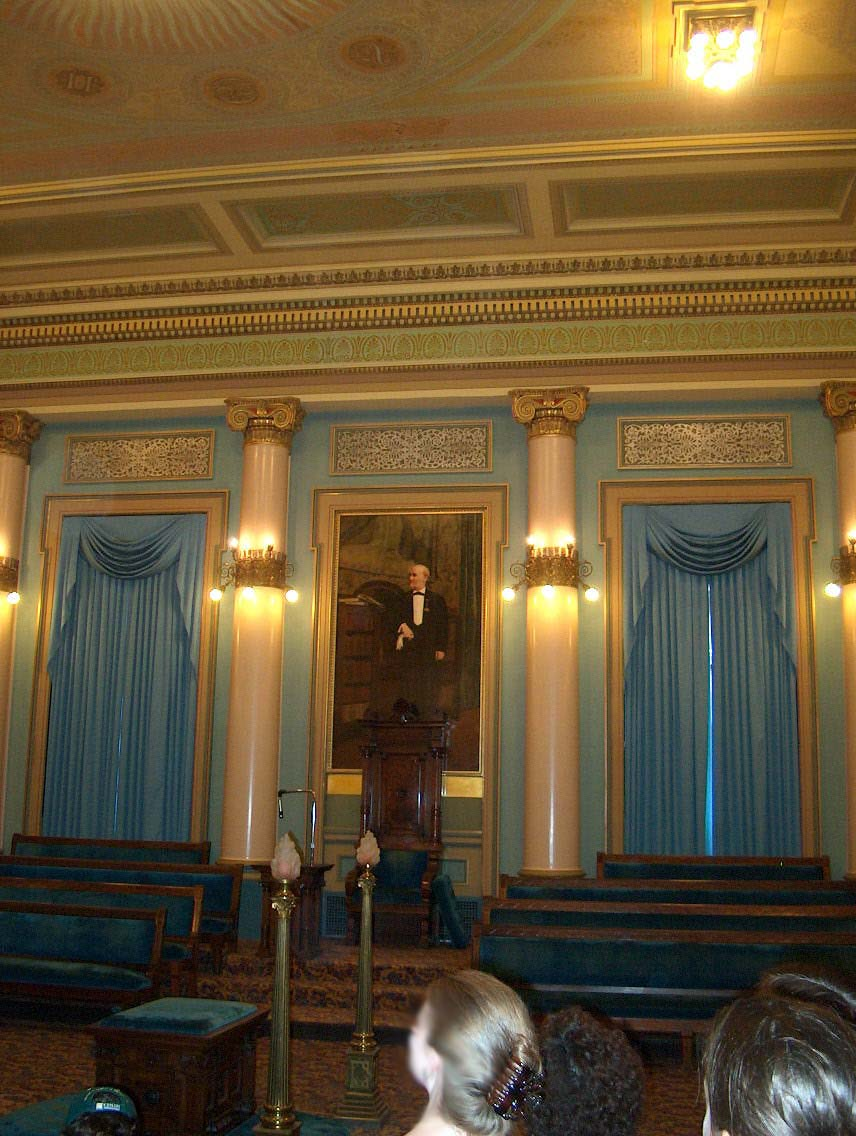
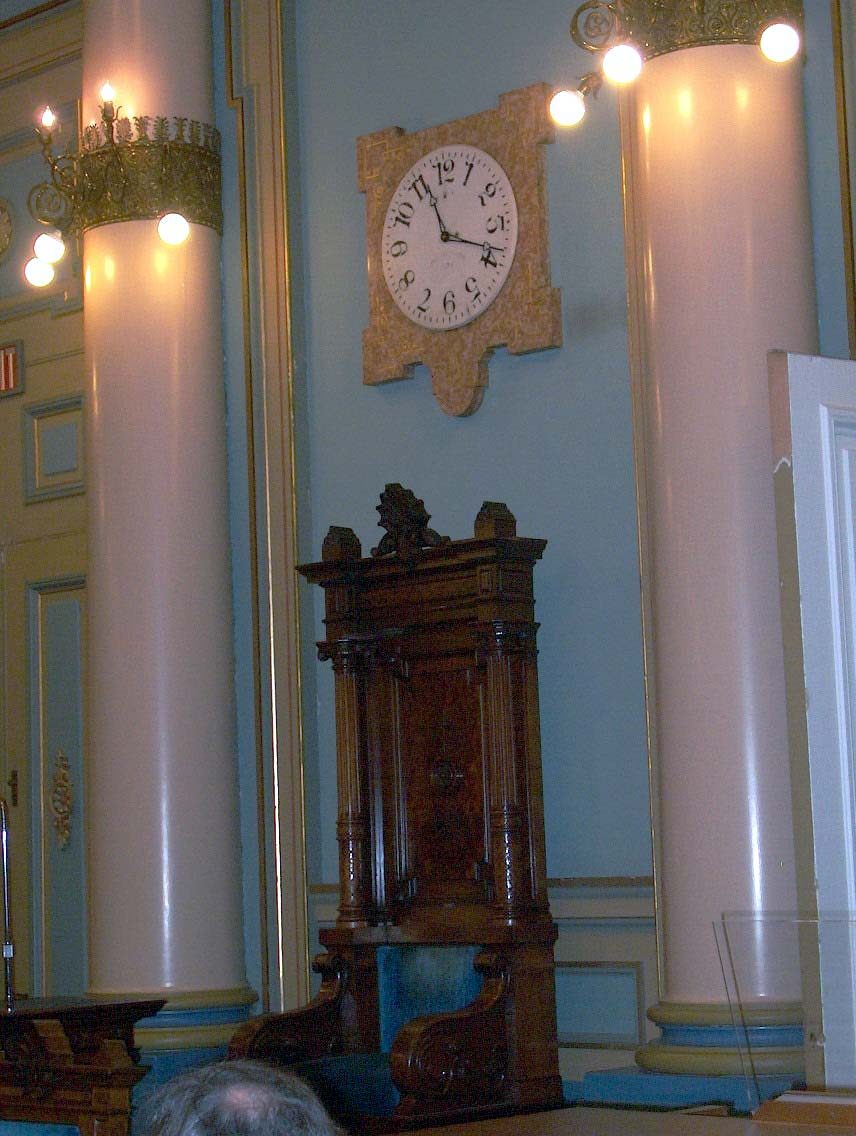
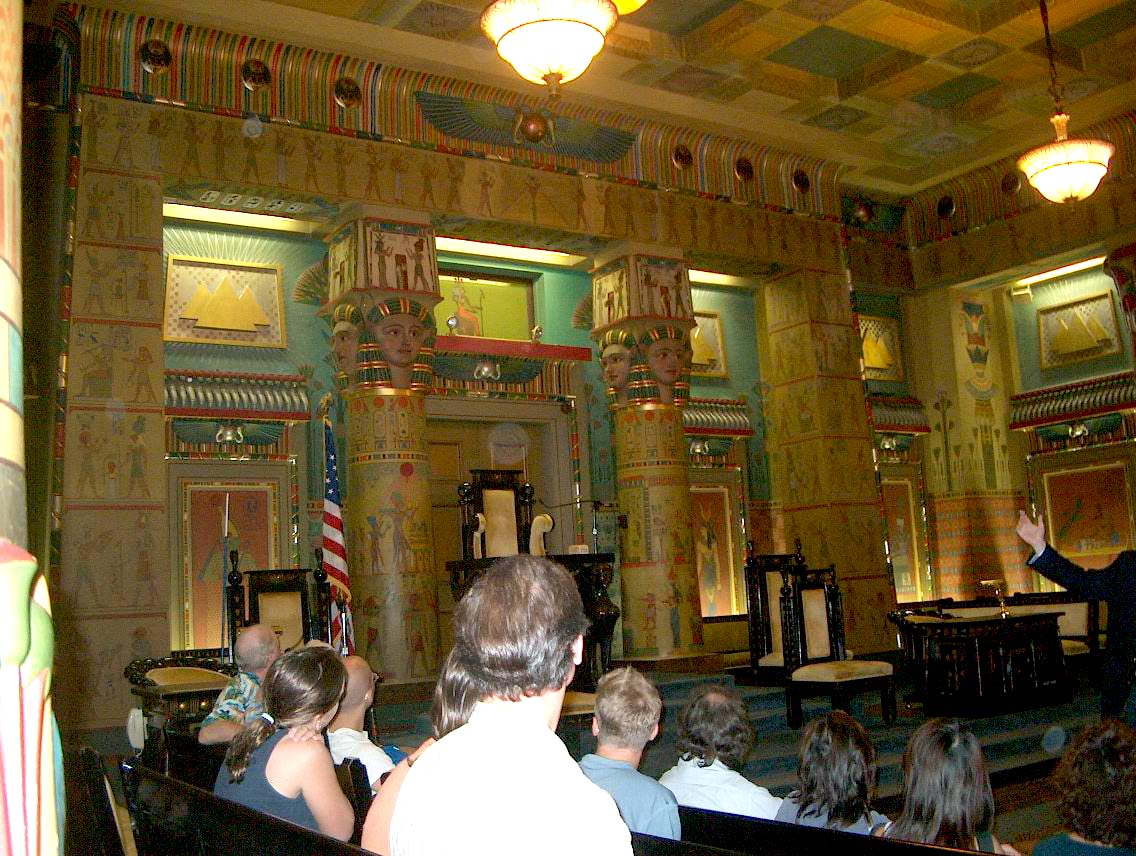
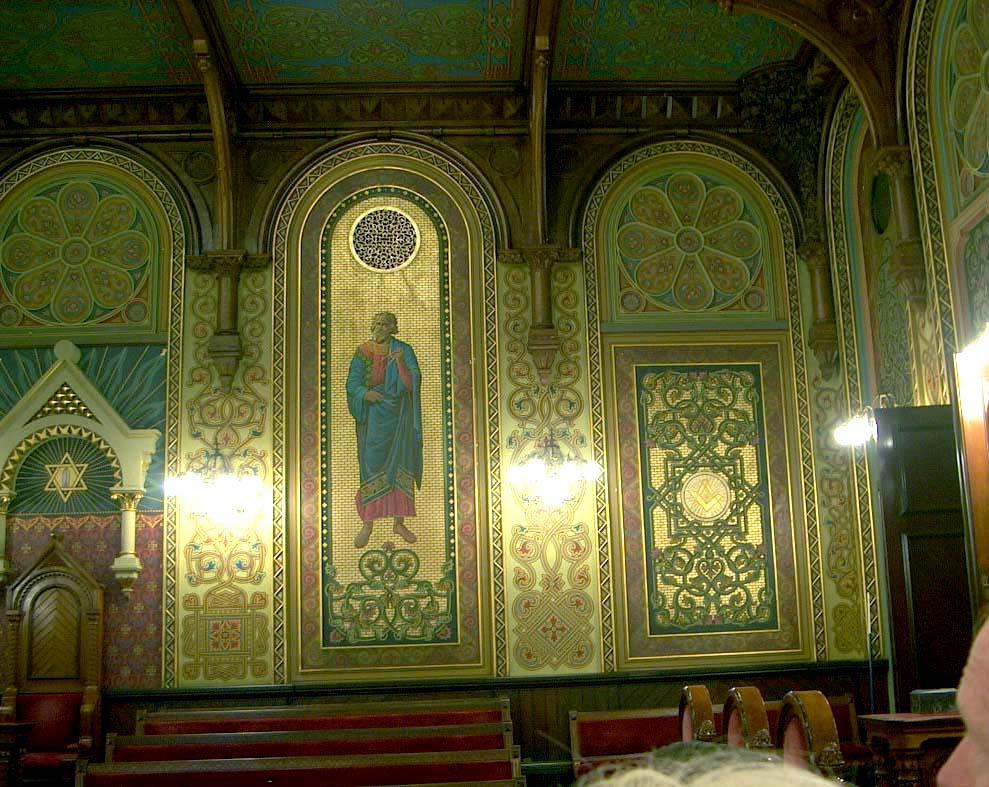
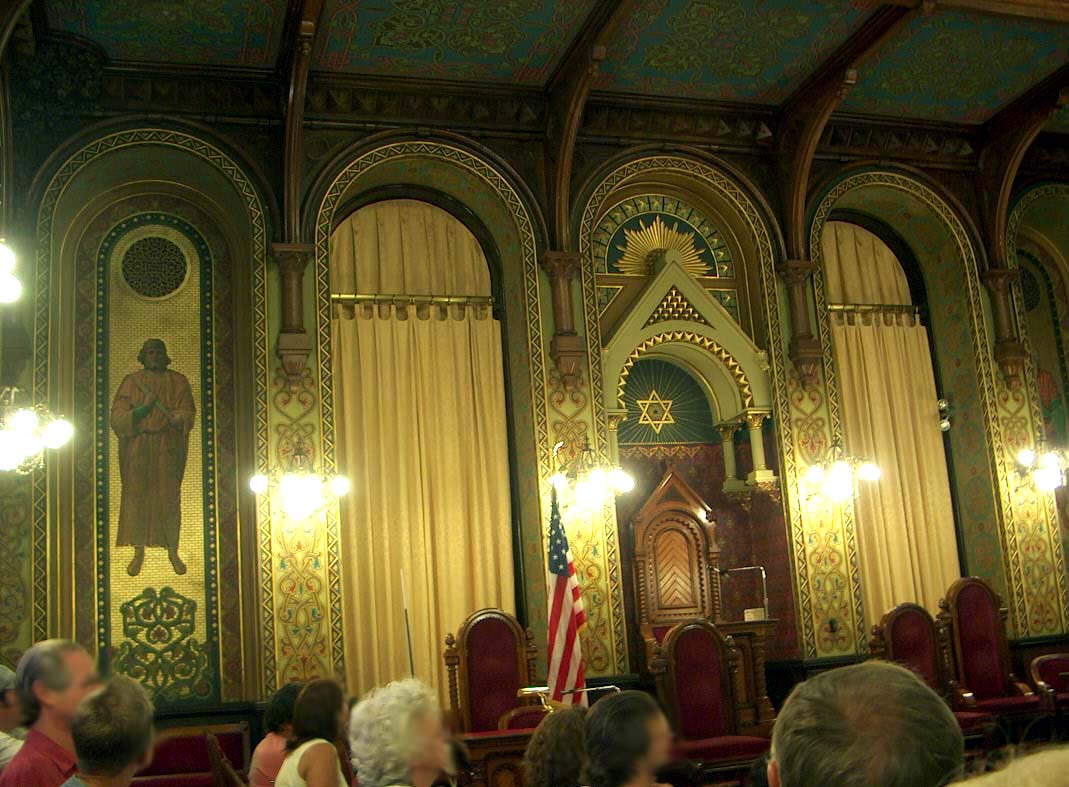
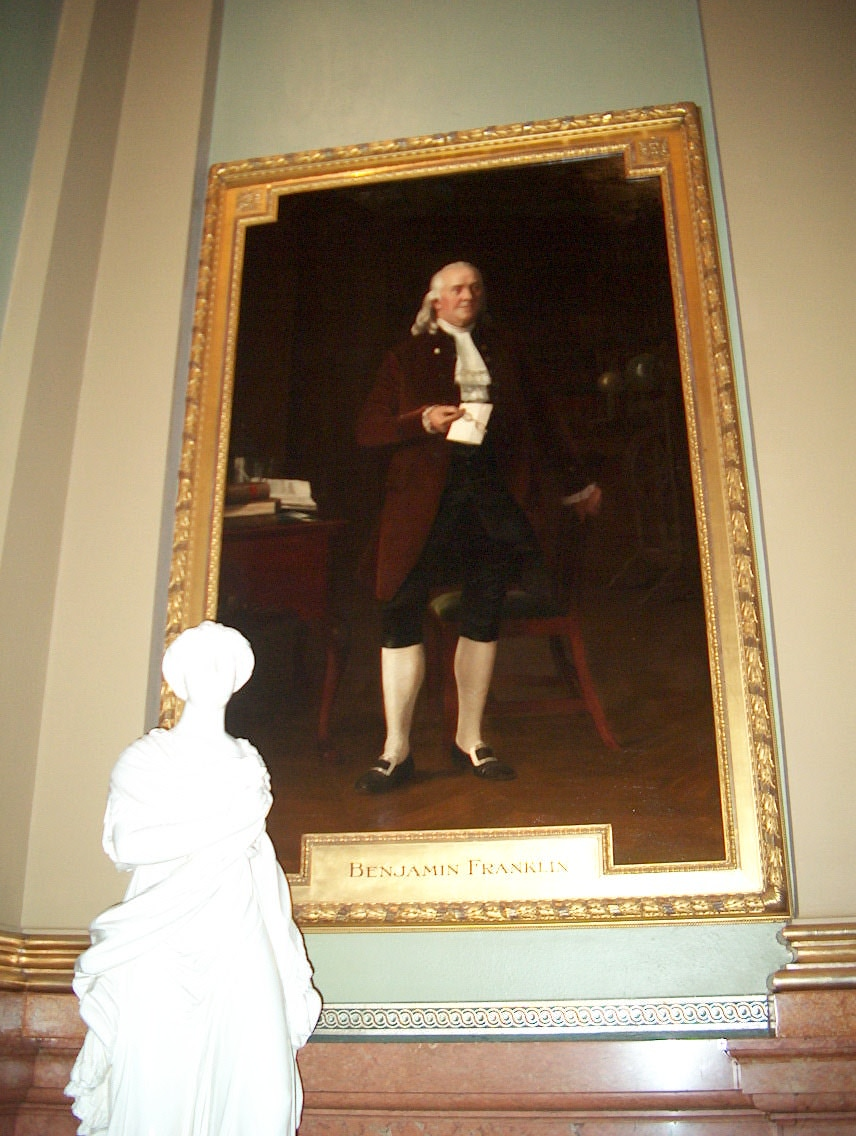
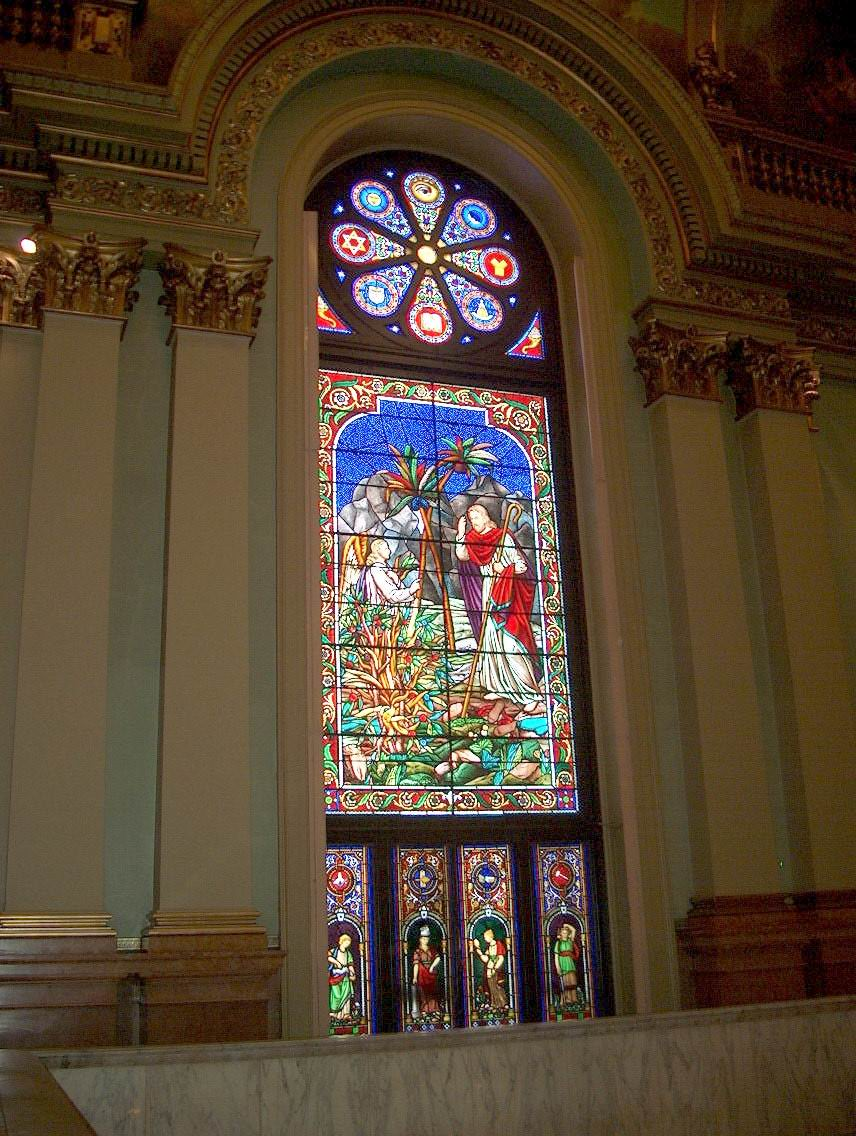
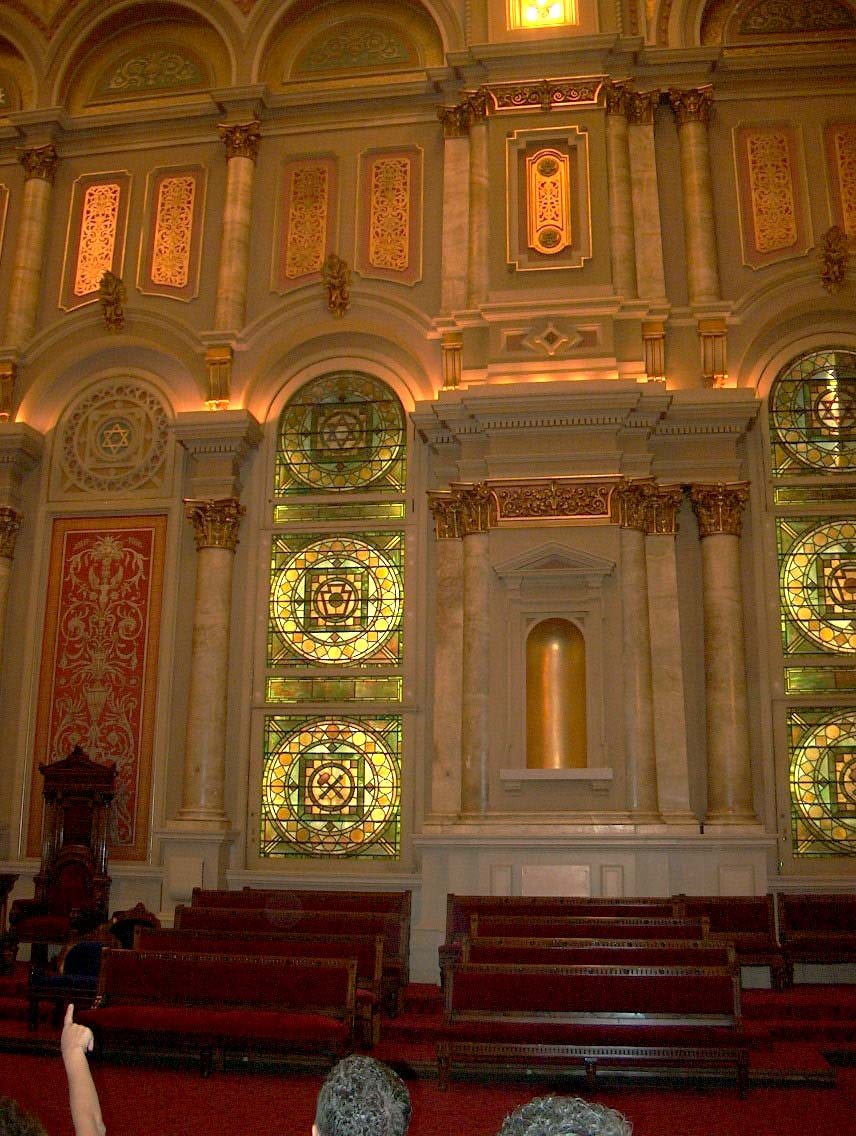
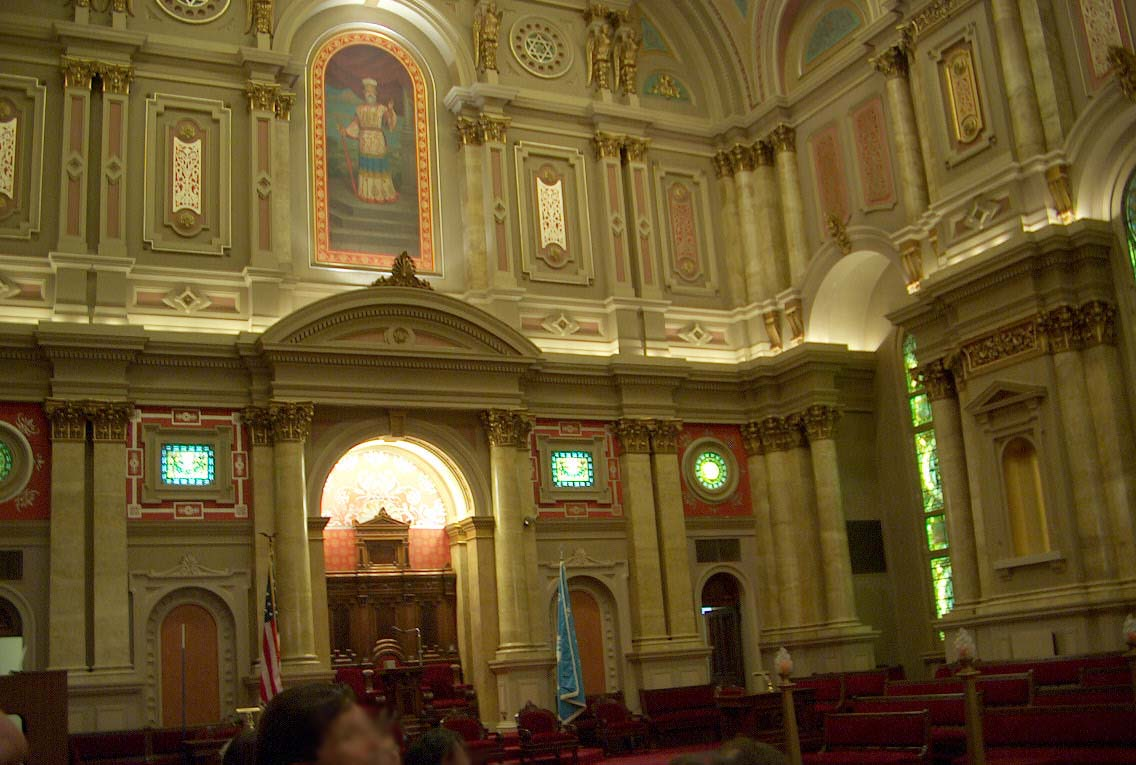
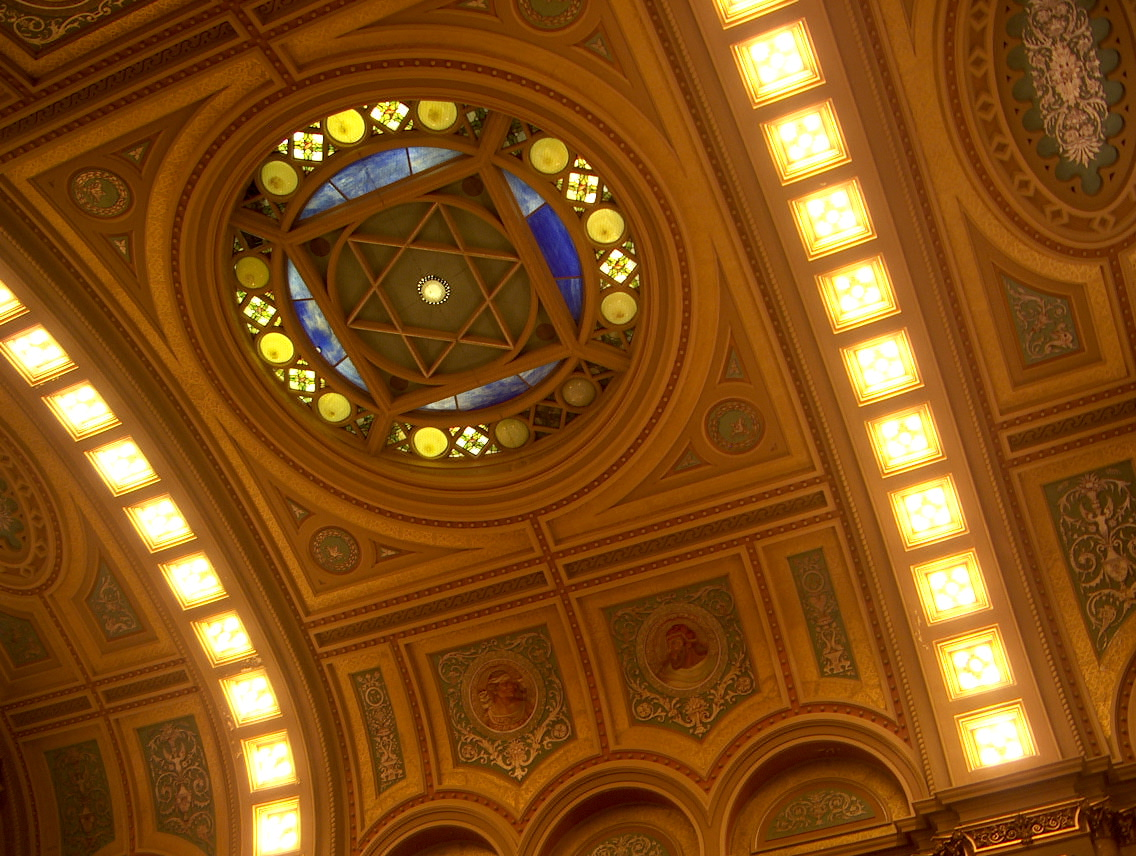
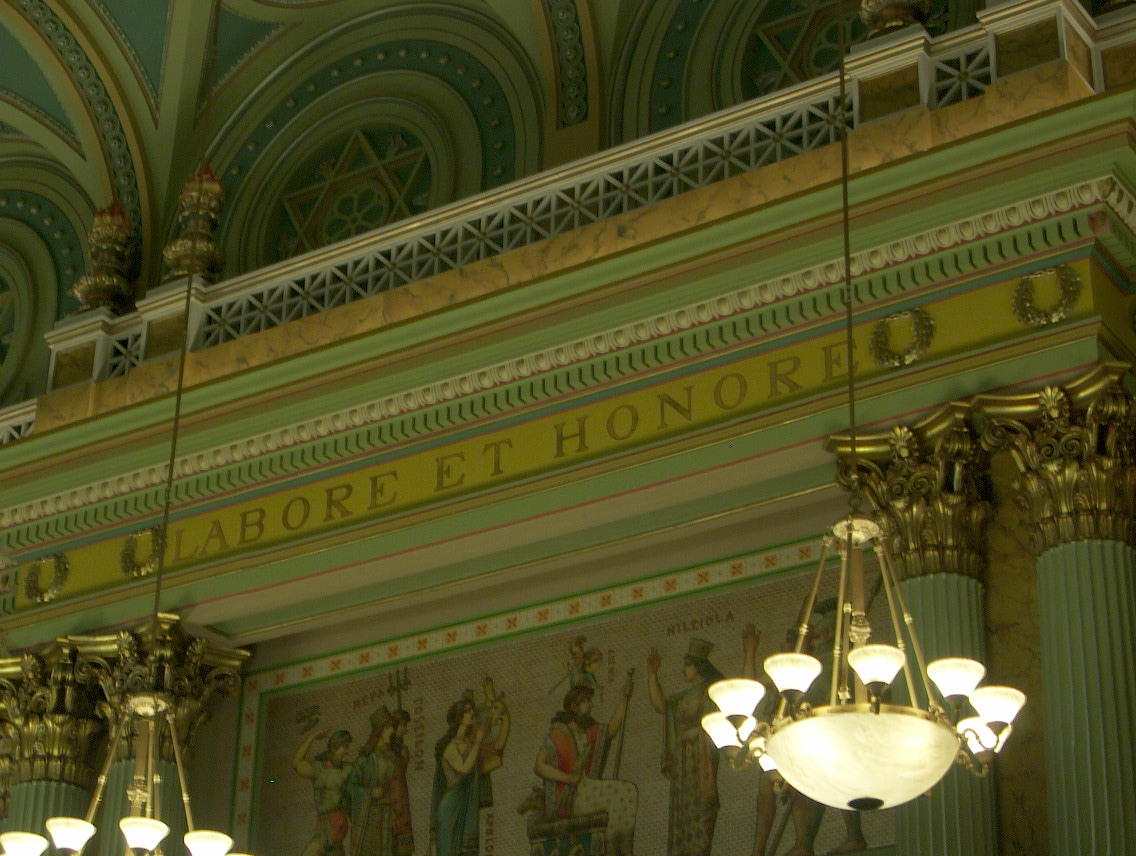
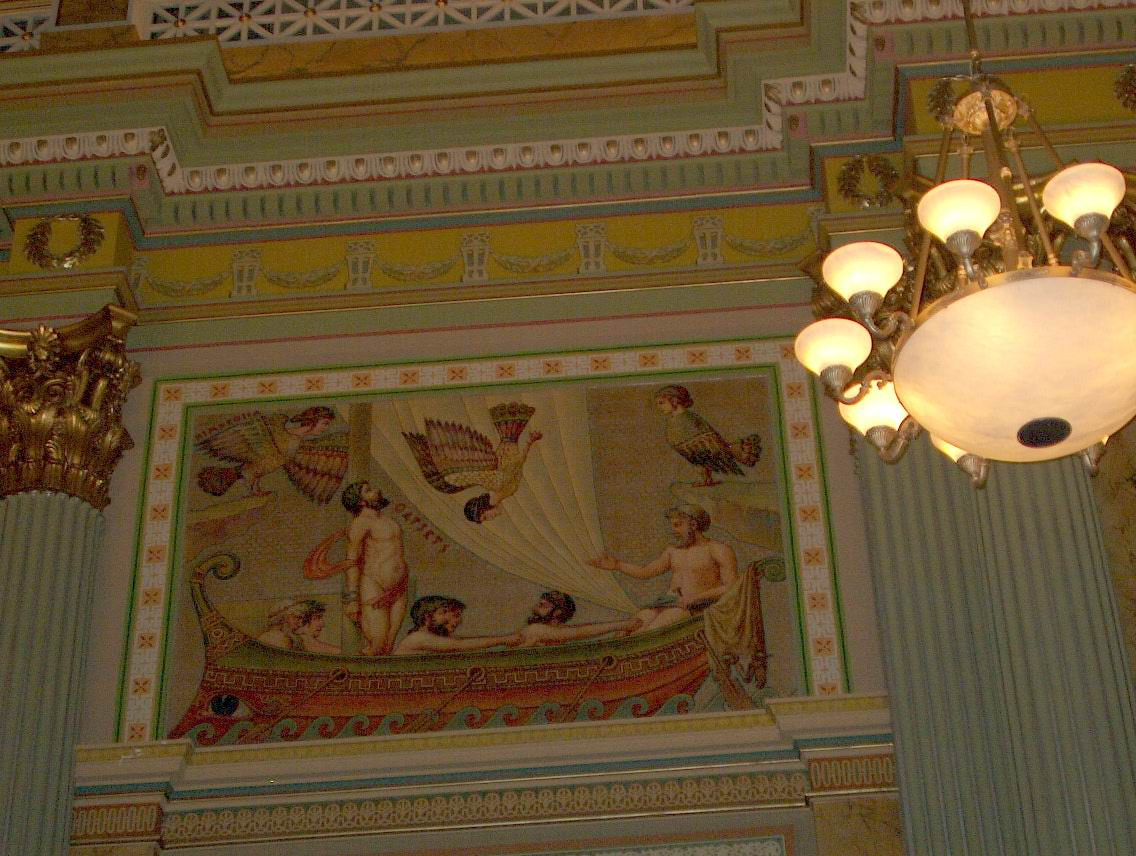
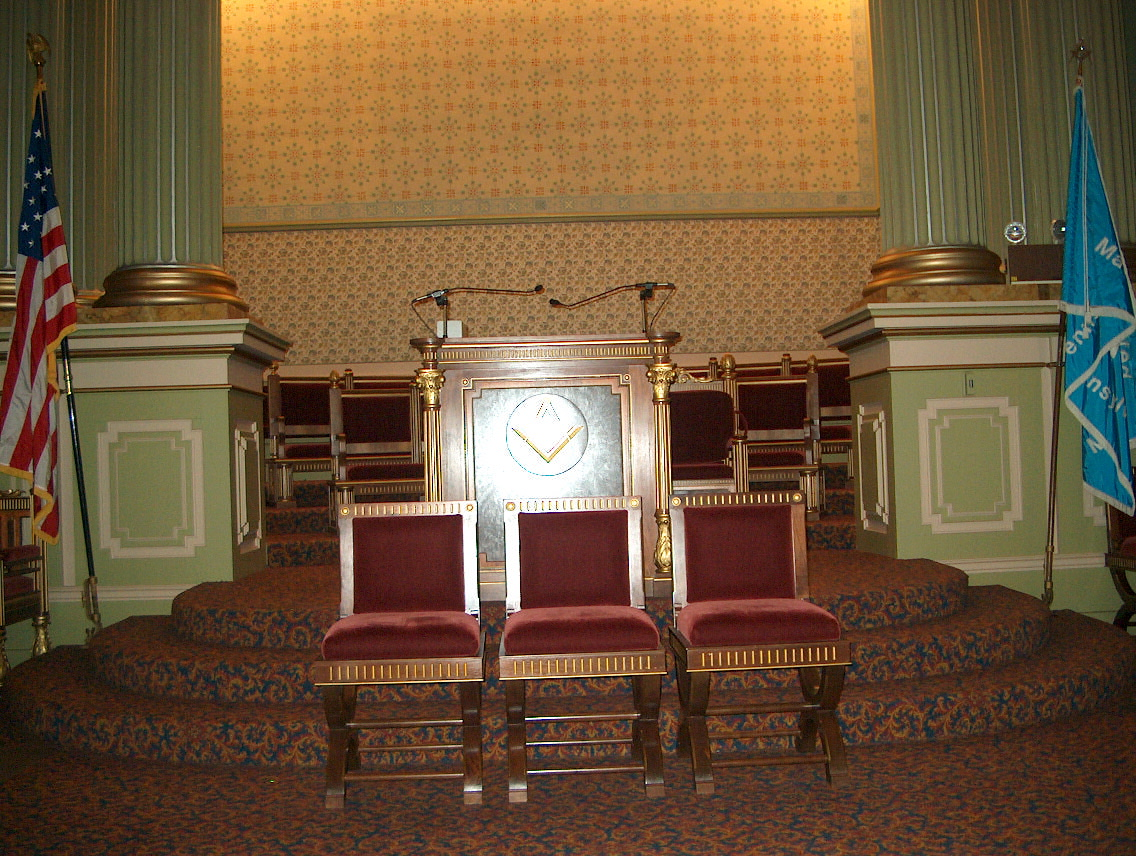
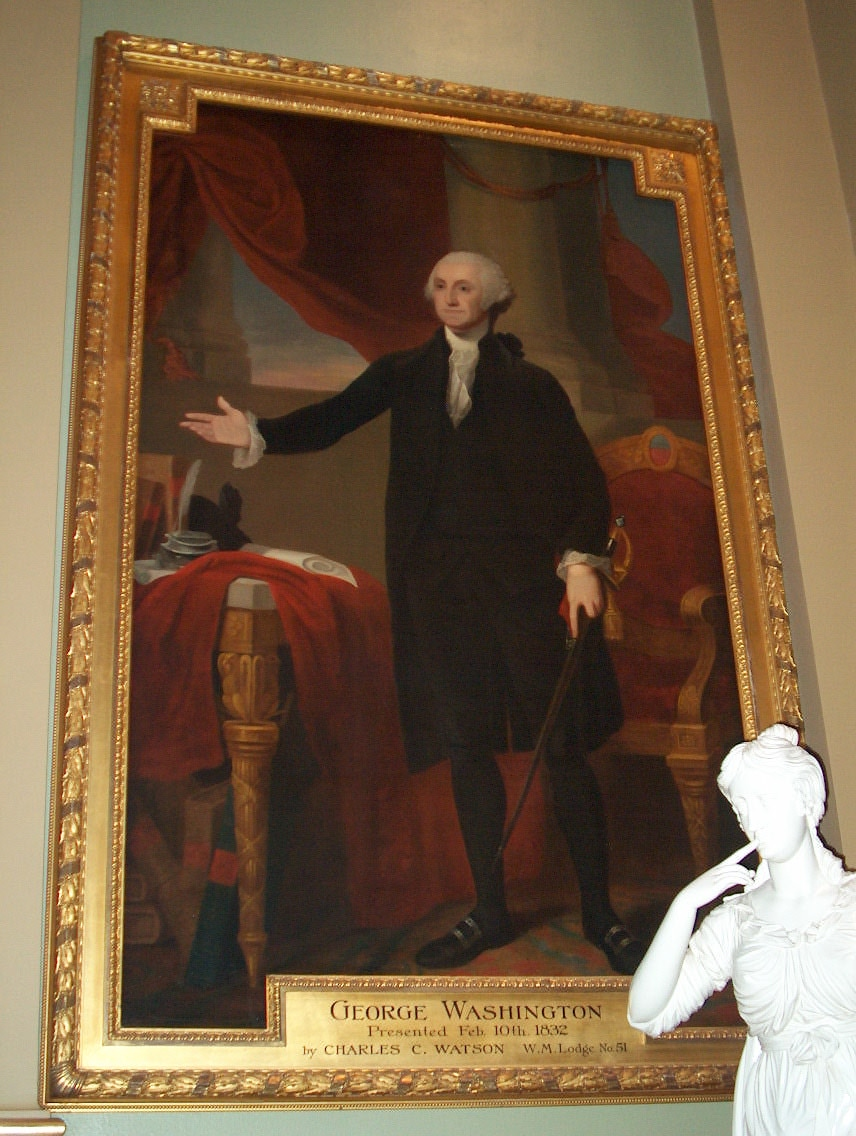
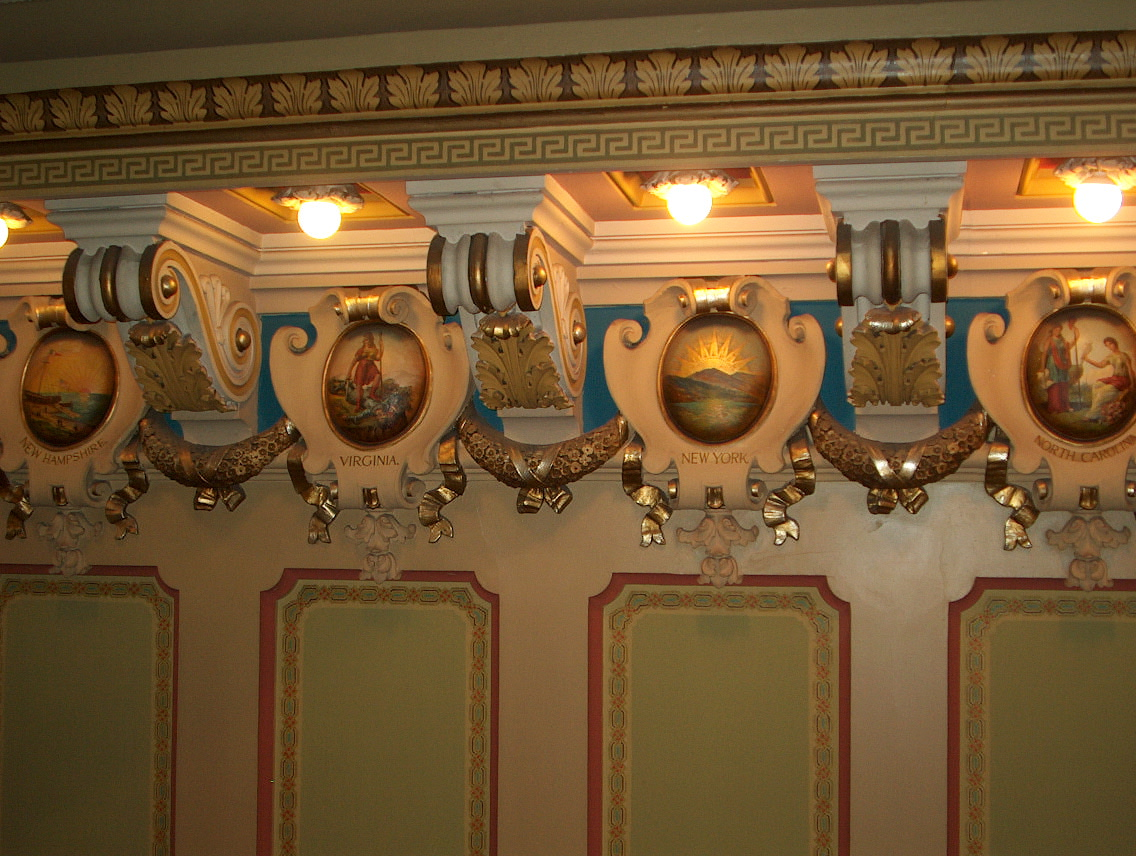
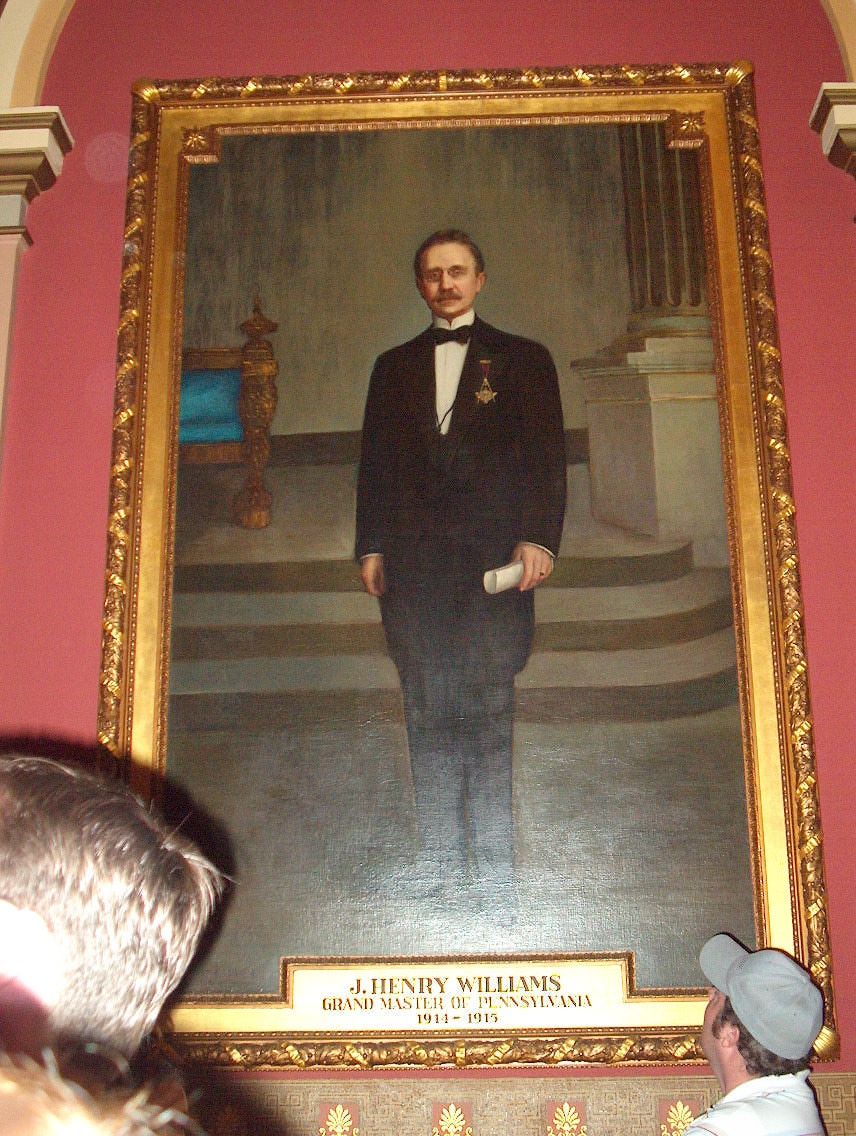
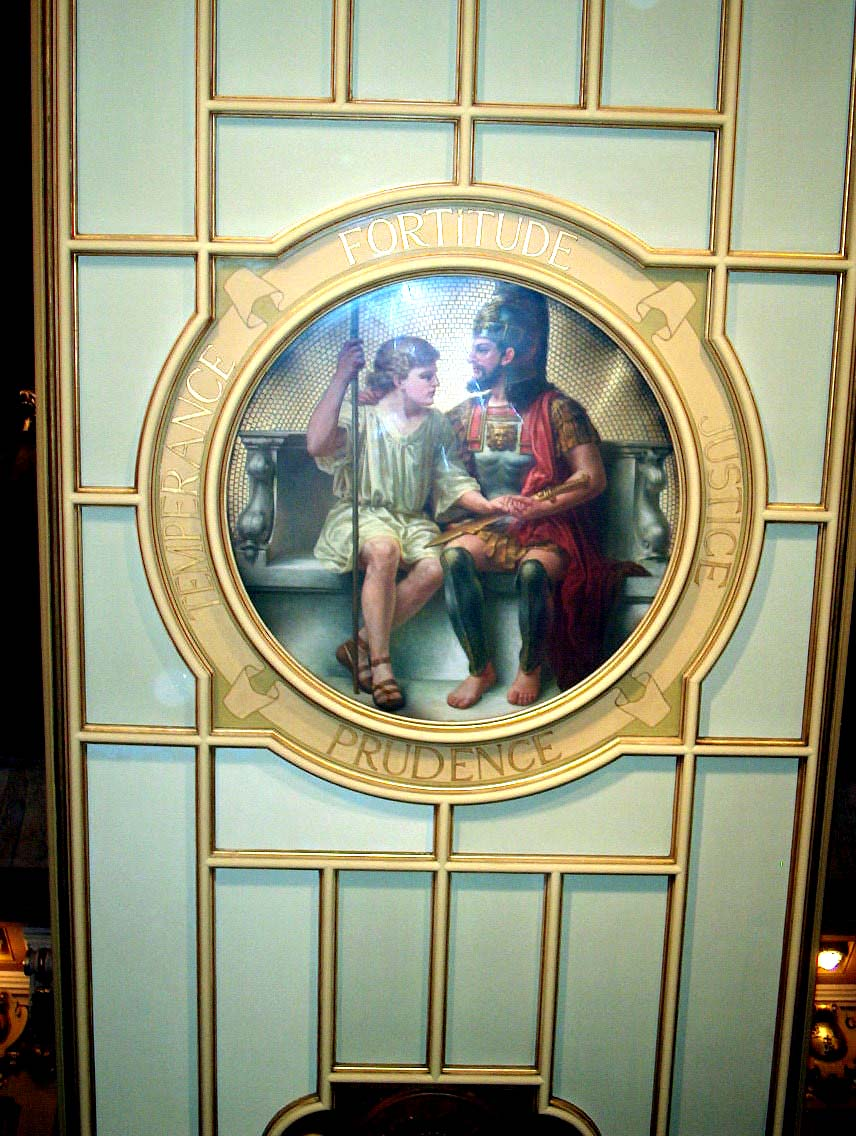